# Хронический миелоидный лейкоз
Хронический миелоидный лейкоз (ХМЛ, хронический миелолейкоз) — форма лейкоза, которая характеризуется ускоренной и нерегулируемой пролиферацией преимущественно миелоидных клеток в костном мозге с их накоплением в крови.
ХМЛ — гемопоэтическое клональное заболевание, основным проявлением которого является пролиферация зрелых гранулоцитов (нейтрофилов, эозинофилов и базофилов) и их предшественников. Это миелопролиферативное заболевание ассоциировано с характерной хромосомной транслокацией (филадельфийской хромосомой).

## Патогенез
На примере ХМЛ впервые была показана связь злокачественного заболевания с конкретной генетической аномалией. В случае ХМЛ такой характерной аномалией является хромосомная транслокация, которая проявляется присутствием в кариотипе так называемой филадельфийской хромосомы. Эта мутантная хромосома получила своё название по месту работы её первооткрывателей, Питера Ноуелла (Пенсильванский университет) и Дэвида Хангерфорда (Онкологический центр Фокса Чейза), которые впервые описали её в 1960 году в Филадельфии (штат Пенсильвания, США).
При этой транслокации, участки 9-й и 22-й хромосом меняются местами. В результате, фрагмент гена BCR из хромосомы 22 и ген ABL из хромосомы 9 образуют единую рамку считывания. Продуктами этого аномального слитого гена могут быть белки с молекулярной массой 210 (p210) или, реже, 185 кДа (p185). Так как в норме белок ABL содержит тирозинкиназный домен, продукт мутантного гена также является тирозинкиназой.
Белок BCR-ABL взаимодействует с одной из субъединиц клеточного рецептора к интерлейкину 3. Транскрипция гена BCR-ABL происходит непрерывно и не нуждается в активации другими белками. BCR-ABL активирует сигнальный каскад, контролирующий клеточный цикл, ускоряя деление клеток. Более того, белок BCR-ABL подавляет репарацию ДНК, вызывая неустойчивость генома и делая клетку более восприимчивой к дальнейшим генетическим аномалиям. Активность BCR-ABL — патофизиологическая причина хронического миелолейкоза. По мере изучения природы белка BCR-ABL и его тирозинкиназной активности, была разработана таргетная (целевая) терапия, позволяющая специфически ингибировать эту активность. Ингибиторы тирозинкиназ могут способствовать полной ремиссии ХМЛ, что ещё раз подтверждает ведущую роль BCR-ABL в развитии заболевания.

## Клиническая картина
Заболевание часто протекает бессимптомно, выявляясь при рутинном клиническом анализе крови. В этом случае ХМЛ следует дифференцировать от лейкемоидной реакции, при которой мазок крови может иметь схожую картину. ХМЛ может проявляться недомоганием, субфебрильной лихорадкой, подагрой, повышенной восприимчивостью к инфекциям, анемией, тромбоцитопенией с кровоточивостью (хотя также может наблюдаться повышенное содержание тромбоцитов). Также отмечается спленомегалия.

## Стадии ХМЛ
В течении ХМЛ выделяют три фазы на основании клинических характеристик и лабораторных данных. В отсутствие лечения ХМЛ обычно начинается с хронической фазы, в течение нескольких лет прогрессирует в фазу акселерации и, в конечном счёте, завершается бластным кризом. Бластный криз — терминальная фаза ХМЛ, клинически подобная острому лейкозу. Вовремя начатое медикаментозное лечение, как правило, может остановить прогрессирование болезни по этому пути. Одним из факторов прогрессии от хронической фазы к бластному кризу является приобретение новых хромосомных аномалий (в дополнение к филадельфийской хромосоме). Некоторые пациенты к моменту постановки диагноза могут находиться уже в фазе акселерации или бластного криза.

### Хроническая фаза
Около 85 % пациентов с ХМЛ к моменту постановки диагноза находятся в хронической фазе. В течение этой фазы клинические проявления обычно отсутствуют или имеются «лёгкие» симптомы, такие как недомогание или чувство переполнения живота. Продолжительность хронической фазы различна и зависит от того, насколько рано было диагностировано заболевание, а также от проведённого лечения. В конечном счёте, при отсутствии эффективного лечения, заболевание переходит в фазу акселерации.

### Фаза акселерации
Диагностические критерии перехода в фазу акселерации могут различаться: наиболее широко используются критерии, установленные исследователями онкологического центра Андерсона при Техасском университете, Сокалом с соавторами, а также Всемирной организацией здравоохранения. Критерии ВОЗ, вероятно, наиболее широко распространены, и отличают фазу акселерации по следующим признакам:
- 10—19 % миелобластов в крови или костном мозге;
- > 20 % базофилов в крови или костном мозге;
- < 100 000 тромбоцитов в микролитре крови, вне связи с терапией;
- > 1 000 000 тромбоцитов в микролитре крови, вне зависимости от терапии;
- цитогенетическая эволюция с развитием новых аномалий в дополнение к филадельфийской хромосоме;
- прогрессирование спленомегалии или увеличение числа лейкоцитов, вне зависимости от терапии.

Фаза акселерации предполагается при наличии любого из указанных критериев. Фаза акселерации указывает на прогрессию заболевания и приближение бластного криза

### Бластный криз
Бластный криз — финальная стадия развития ХМЛ, протекающая, подобно острому лейкозу, с быстрой прогрессией и непродолжительной выживаемостью. Бластный криз диагностируется на основе одного из следующих признаков у пациента с ХМЛ:
- >20 % миелобластов или лимфобластов в крови или костном мозге;
- крупные группы бластов в костном мозге при биопсии;
- развитие хлоромы (солидного фокуса лейкемии вне костного мозга).

## Диагностика

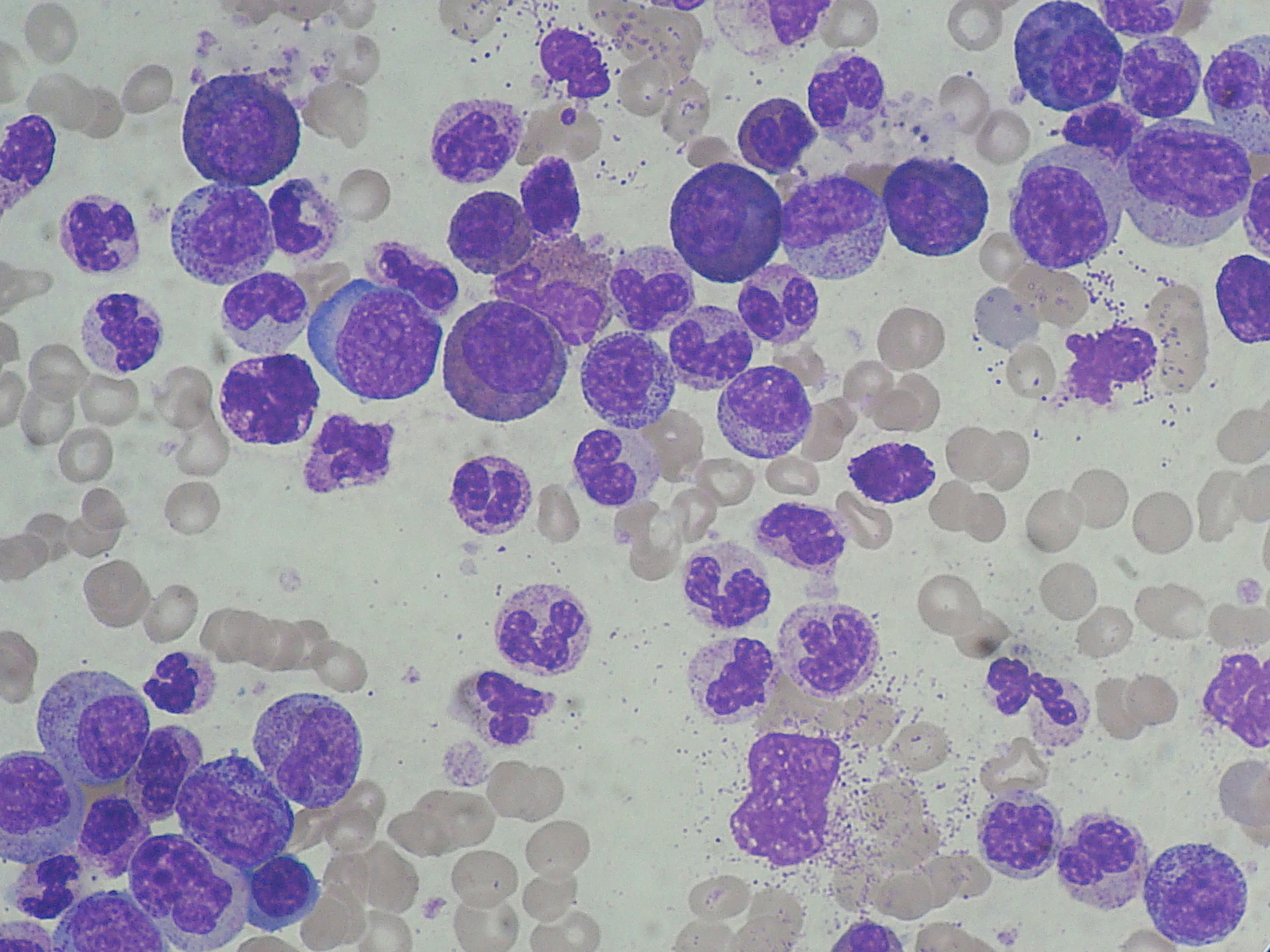
Периферическая кровь (окраска Май-Грюнвальд — Гимза): лейкоцитоз со сдвигом влево

Предположение о ХМЛ часто делается на основании общего анализа крови, демонстрирующего повышение количества гранулоцитов всех типов, включая зрелые миелоидные клетки. Количество базофилов и эозинофилов повышено практически всегда, что позволяет дифференцировать ХМЛ и лейкемоидную реакцию.
При диагностике ХМЛ часто проводится биопсия костного мозга, однако одной лишь морфологической оценки костного мозга недостаточно для постановки диагноза ХМЛ.
В конечном счёте, ХМЛ диагностируется посредством выявления филадельфийской хромосомы в образцах костного мозга. Эта характерная хромосомная аномалия может быть выявлена в результате цитогенетического анализа, при помощи флюоресцентной гибридизации in situ или детекции гена BCR-ABL методом ПЦР.
Существуют разногласия в отношении так называемого Ph-негативного ХМЛ, или случаев предполагаемого ХМЛ, при котором филадельфийская хромосома не обнаруживается. У многих таких пациентов в действительности имеют место комплексные хромосомные аномалии, маскирующие транслокацию t(9;22), либо эта транслокация обнаруживается только при флюоресцентной гибридизации или ПЦР с обратной транскрипцией, но не при рутинном кариотипировании. Для небольшой подгруппы пациентов с отсутствием молекулярных свидетельств присутствия гена BCR-ABL может быть поставлен диагноз недифференцированное миелодиспластическое/миелопролиферативное расстройство, так как оно, как правило, отличается от ХМЛ по клиническому течению.

## Лечение
В настоящее время основным способом лечения хронического миелолейкоза является таргетная (целевая) терапия ингибиторами тирозинкиназ, такими как иматиниб, понатиниб нилотиниб, дазатиниб, бозутиниб и другие, значительно улучшившая показатели выживаемости.